# Gymnotus aripuana
Gymnotus aripuana  — вид гімнотоподібних риб родини гімнотових (Gymnotidae). Описаний у 2020 році.

## Поширення
Ендемік Бразилії. Виявлений лише у річці Аріпуана (права притока Мадейри) у штаті Мату-Гросу на заході країни.